# Клеменция де Шатодён
Клеменция де Шатодён (Clémence de Châteaudun) (ум. ок. 1260) — виконтесса Шатодёна, дама де Мондубло и де Сен-Кале.
Дочь Жоффруа VI де Шатодёна (ум. 1250) и его второй жены Клеменции де Рош (ум. после 1259). После смерти отца до замужества находилась под опекой матери.
В 1253 г. вышла замуж за Роберта I де Дрё (ум. после 1265), сеньора де Бё (сына графа Роберта III де Дрё), основателя рода сеньоров де Бё (seigneurs de Beu), существовавшего до конца XVI века. Дети:
- Аликс де Бё (ум. до 1296), виконтесса Шатодёна, дама де Мондубло и де Сен-Кале, жена коннетабля Франции Рауля де Неля.
- Клеменция де Бё (ум. после 1300), жена Готье де Немура, сеньора д’Ашер (ум. 1288) и Жана де Барра, сеньора де Шамрон.

После смерти Клеменции Роберт I де Бё женился на Изабелле де Вильбеон, даме де Баньо, де ла Фосс и де ла Шапель-Готье-ан-Бри.